# Suõmmkar
Suõmmkar és un grup de música finlandès-sami que canta en sami skolt. Son la primera banda que combina la música tradicional sami skolt amb música popular contemporània.

## Trajectòria
El grup es va formar el 2016 pel les vocalistes i compositores samis skolt Hanna-Maaria Kiprianoff i Anna Lumikivi, i el músic i musicòleg finlandès Marko Jouste, amb l'objectiu de revitalitzar i alhora modernitzar els leuʹdds, que son la versió sami skolt del joik.
El 2018 van publicar el primer àlbum Suõmmkar, en que es canten leuʹdds de manera tradicional (a cappella) o adaptats amb acompanyament instrumental, i també noves composicions de Lumikivi. Publicat 11 anys després del darrer disc de Tiina Sanila, és un dels pocs àlbums de música en llengua sami skolt que s'han publicat els darrers 30 anys. El 2020 el grup rebre la beca de suport del parlament sami de Finlàndia per gravar el segon disc.

## Integrants[1]
- Anna Lumikivi - leuʹdd, veu
- Hanna-Maaria Kiprianoff - leuʹdd, veu
- Marko Jouste - mandolina, guitarra barroca
- Pessi Jouste - violí
- Ari Isotalo / Elias Nieminen - percussió

## Àlbums
- 2018 Suõmmkar

### Senzills
- 2021 Ǩeäʹdǧǧ